# 17. etape af Giro d'Italia 2020
17. etape af Giro d'Italia 2020 var en 203 km lang bjergetape, som blev kørt den 21. oktober 2020 med start i Bassano del Grappa og mål i Madonna di Campiglio. Etapen blev kørt samtidig med éndagsløbet Tre dage ved Panne og 2. etape af Vuelta a España.

## Resultater

### Etaperesultat
| \| Etaperesultat \| Etaperesultat \| Etaperesultat \| Etaperesultat \| Etaperesultat \| \| Rytter \| Rytter \| Hold \| Tid \| \| \| ------------- \| ----------------------- \| --------------- \| ------------- \| ------------- \| \| 1. \| Ben O'Connor \| NTT Pro Cycling \| 5t 50' 59" \| \| \| 2. \| Hermann Pernsteiner \| Bahrain McLaren \| + 31" \| \| \| 3. \| Thomas De Gendt \| Lotto-Soudal \| + 1' 10" \| \| \| 4. \| Ilnur Sakarin \| CCC Team \| + 1' 13" \| \| \| 5. \| Kilian Frankiny \| Groupama-FDJ \| + 1' 55" \| \| \| 6. \| Harm Vanhoucke \| Lotto-Soudal \| + 2' 49" \| \| \| 7. \| Davide Villella \| Movistar Team \| + 3' 29" \| \| \| 8. \| Óscar Rodríguez \| Astana \| + 3' 29" \| \| \| 9. \| Amanuel Ghebreigzabhier \| NTT Pro Cycling \| + 3' 30" \| \| \| 10. \| Jesper Hansen \| Cofidis \| + 4' 32" \| \| |                         |                 |            |
| |                         |                 |            |
| Kilde: ProCyclingStats |                         |                 |            |
| Etaperesultat |                         |                 |            |
| Rytter | Rytter                  | Hold            | Tid        |
| 1. | Ben O'Connor            | NTT Pro Cycling | 5t 50' 59" |
| 2. | Hermann Pernsteiner     | Bahrain McLaren | + 31"      |
| 3. | Thomas De Gendt         | Lotto-Soudal    | + 1' 10"   |
| 4. | Ilnur Sakarin           | CCC Team        | + 1' 13"   |
| 5. | Kilian Frankiny         | Groupama-FDJ    | + 1' 55"   |
| 6. | Harm Vanhoucke          | Lotto-Soudal    | + 2' 49"   |
| 7. | Davide Villella         | Movistar Team   | + 3' 29"   |
| 8. | Óscar Rodríguez         | Astana          | + 3' 29"   |
| 9. | Amanuel Ghebreigzabhier | NTT Pro Cycling | + 3' 30"   |
| 10. | Jesper Hansen           | Cofidis         | + 4' 32"   |

### Klassement efter etapen
| \| Samlede stilling \| Samlede stilling \| Samlede stilling \| Samlede stilling \| Samlede stilling \| \| Rytter \| Rytter \| Hold \| Tid \| \| \| ---------------- \| ------------------ \| --------------------- \| ---------------- \| ---------------- \| \| 1. \| João Almeida \| Deceuninck-Quick Step \| 71t 41' 18" \| \| \| 2. \| Wilco Kelderman \| Team Sunweb \| + 17" \| \| \| 3. \| Jai Hindley \| Team Sunweb \| + 2' 58" \| \| \| 4. \| Tao Geoghegan Hart \| Ineos Grenadiers \| + 2' 59" \| \| \| 5. \| Pello Bilbao \| Bahrain McLaren \| + 3' 12" \| \| \| 6. \| Rafał Majka \| Bora-Hansgrohe \| + 3' 20" \| \| \| 7. \| Vincenzo Nibali \| Trek-Segafredo \| + 3' 31" \| \| \| 8. \| Domenico Pozzovivo \| NTT Pro Cycling \| + 3' 52" \| \| \| 9. \| Patrick Konrad \| Bora-Hansgrohe \| + 4' 11" \| \| \| 10. \| Fausto Masnada \| Deceuninck-Quick Step \| + 4' 26" \| \| |                    |                       |             |
| |                    |                       |             |
| Kilde: ProCyclingStats |                    |                       |             |
| Samlede stilling |                    |                       |             |
| Rytter | Rytter             | Hold                  | Tid         |
| 1. | João Almeida       | Deceuninck-Quick Step | 71t 41' 18" |
| 2. | Wilco Kelderman    | Team Sunweb           | + 17"       |
| 3. | Jai Hindley        | Team Sunweb           | + 2' 58"    |
| 4. | Tao Geoghegan Hart | Ineos Grenadiers      | + 2' 59"    |
| 5. | Pello Bilbao       | Bahrain McLaren       | + 3' 12"    |
| 6. | Rafał Majka        | Bora-Hansgrohe        | + 3' 20"    |
| 7. | Vincenzo Nibali    | Trek-Segafredo        | + 3' 31"    |
| 8. | Domenico Pozzovivo | NTT Pro Cycling       | + 3' 52"    |
| 9. | Patrick Konrad     | Bora-Hansgrohe        | + 4' 11"    |
| 10. | Fausto Masnada     | Deceuninck-Quick Step | + 4' 26"    |

#### Pointkonkurrencen
| Pointkonkurrence | Pointkonkurrence | Pointkonkurrence            | Pointkonkurrence | Pointkonkurrence |
| Rytter           | Rytter           | Hold                        | Point            |                  |
| ---------------- | ---------------- | --------------------------- | ---------------- | ---------------- |
| 1.               | Arnaud Démare    | Groupama-FDJ                | 221 point        |                  |
| 2.               | Peter Sagan      | Bora-Hansgrohe              | 184 point        |                  |
| 3.               | João Almeida     | Deceuninck-Quick Step       | 90 point         |                  |
| 4.               | Diego Ulissi     | UAE Team Emirates           | 77 point         |                  |
| 5.               | Filippo Ganna    | Ineos Grenadiers            | 66 point         |                  |
| 6.               | Andrea Vendrame  | AG2R La Mondiale            | 66 point         |                  |
| 7.               | Patrick Konrad   | Bora-Hansgrohe              | 56 point         |                  |
| 8.               | Simon Pellaud    | Androni Giocattoli-Sidermec | 50 point         |                  |
| 9.               | Ben O'Connor     | NTT Pro Cycling             | 41 point         |                  |
| 10.              | Wilco Kelderman  | Team Sunweb                 | 40 point         |                  |

#### Bjergkonkurrencen
| Bjergkonkurrence | Bjergkonkurrence     | Bjergkonkurrence            | Bjergkonkurrence | Bjergkonkurrence |
| Rytter           | Rytter               | Hold                        | Point            |                  |
| ---------------- | -------------------- | --------------------------- | ---------------- | ---------------- |
| 1.               | Ruben Guerreiro      | EF Pro Cycling              | 198 point        |                  |
| 2.               | Giovanni Visconti    | Vini Zabù-Brado-KTM         | 148 point        |                  |
| 3.               | Thomas De Gendt      | Lotto-Soudal                | 82 point         |                  |
| 4.               | Ben O'Connor         | NTT Pro Cycling             | 59 point         |                  |
| 5.               | Rohan Dennis         | Ineos Grenadiers            | 53 point         |                  |
| 6.               | Filippo Ganna        | Ineos Grenadiers            | 48 point         |                  |
| 7.               | Tao Geoghegan Hart   | Ineos Grenadiers            | 45 point         |                  |
| 8.               | Jonathan Castroviejo | Ineos Grenadiers            | 45 point         |                  |
| 9.               | Jonathan Caicedo     | EF Pro Cycling              | 40 point         |                  |
| 10.              | Simon Pellaud        | Androni Giocattoli-Sidermec | 39 point         |                  |

#### Bedste unge rytter
| Ungdomskonkurrence | Ungdomskonkurrence     | Ungdomskonkurrence    | Ungdomskonkurrence | Ungdomskonkurrence |
| Rytter             | Rytter                 | Hold                  | Tid                |                    |
| ------------------ | ---------------------- | --------------------- | ------------------ | ------------------ |
| 1.                 | João Almeida           | Deceuninck-Quick Step | 71t 41' 18"        |                    |
| 2.                 | Jai Hindley            | Team Sunweb           | + 2' 58"           |                    |
| 3.                 | Tao Geoghegan Hart     | Ineos Grenadiers      | + 2' 59"           |                    |
| 4.                 | Brandon McNulty        | UAE Team Emirates     | + 6' 10"           |                    |
| 5.                 | James Knox             | Deceuninck-Quick Step | + 10' 26"          |                    |
| 6.                 | Sergio Samitier        | Movistar Team         | + 12' 25"          |                    |
| 7.                 | Matteo Fabbro          | Bora-Hansgrohe        | + 26' 18"          |                    |
| 8.                 | Aurélien Paret-Peintre | AG2R La Mondiale      | + 28' 45"          |                    |
| 9.                 | Sam Oomen              | Team Sunweb           | + 35' 37"          |                    |
| 10.                | Attila Valter          | CCC Team              | + 42' 41"          |                    |

#### Holdkonkurrencen
| Holdkonkurrence | Holdkonkurrence       | Holdkonkurrence | Holdkonkurrence |
| Hold            | Hold                  | Tid             |                 |
| --------------- | --------------------- | --------------- | --------------- |
| 1.              | Ineos Grenadiers      | 214t 56' 18"    |                 |
| 2.              | Deceuninck-Quick Step | + 21' 33"       |                 |
| 3.              | Bora-Hansgrohe        | + 27' 04"       |                 |
| 4.              | Team Sunweb           | + 28' 57"       |                 |
| 5.              | Bahrain McLaren       | + 37' 30"       |                 |
| 6.              | Movistar Team         | + 1t 04' 36"    |                 |
| 7.              | CCC Team              | + 1t 18' 51"    |                 |
| 8.              | Astana                | + 1t 23' 34"    |                 |
| 9.              | AG2R La Mondiale      | + 1t 25' 48"    |                 |
| 10.             | NTT Pro Cycling       | + 1t 32' 10"    |                 |